# Ignacy Szczeniowski
Ignacy Szczeniowski (ur. 1853 w majątku Kapuściany, gubernia podolska, Imperium Rosyjskie, zm. 29 października 1932 w Warszawie) – polski inżynier, minister przemysłu i handlu w 1919.

## Życiorys
Urodził się w rodzinie ziemiańskiej. Przez wiele lat był związany z przemysłem cukrowniczym na kresach. Był założycielem i wieloletnim prezesem Towarzystwa Wzajemnych Ubezpieczeń Cukrowni w Polsce.
Od stycznia 1919 był doradcą ekonomicznym delegacji polskiej na konferencję pokojową w Paryżu.
Od 12 sierpnia 1919 do 9 grudnia 1919 był ministrem przemysłu i handlu w rządzie Ignacego Jana Paderewskiego, następnie zarządcą cukrowni w Horodence i Przeworsku.
Pochowany na cmentarzu Powązkowskim w Warszawie (kwatera 205, rząd 3, miejsce 4).

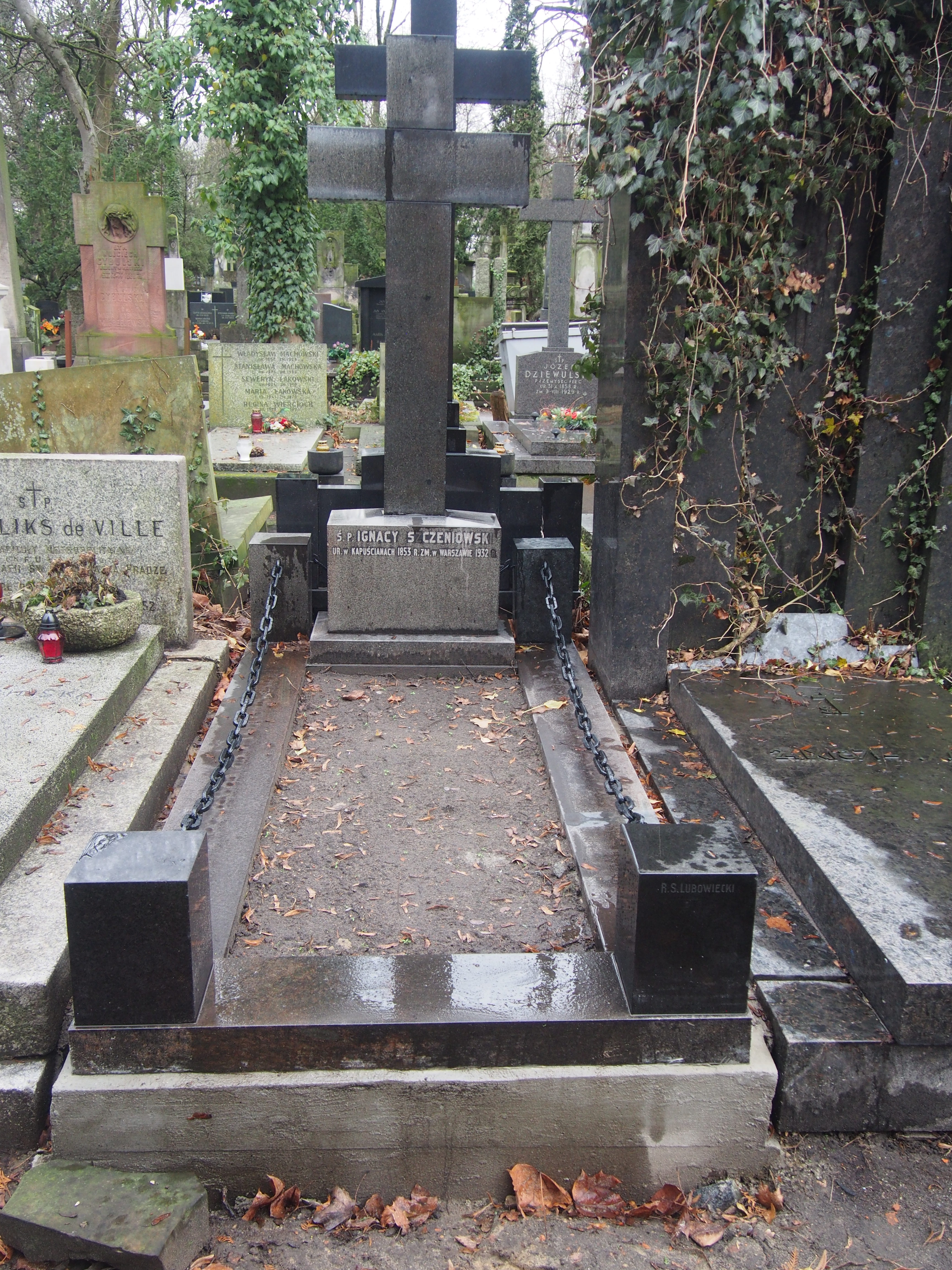
Grób Ignacego Szczeniowskiego (2022)

W 2022 roku z inicjatywy Premiera RP Mateusza Morawieckiego, grób Szczeniowskiego został odrestaurowany. Cały projekt był realizowany przez Fundację Stare Powązki we współpracy z Kancelarią Prezesa Rady Ministrów.